# Foz do Areia
Foz do Areia ist ein Stausee mit einem Wasserkraftwerk am Rio Iguaçu in Brasilien. Der Staudamm ist als Steinschüttdamm mit Betonabdichtung an der Wasserseite ausgeführt (CFR-Damm).
Das Wasserkraftwerk wurde zunächst mit vier Turbinen mit einer Leistung von 4 × 418,5 MW = 1674 Megawatt ausgebaut. Die Gesamtleistung im Endausbau soll 6 × 418,5 MW = 2511 MW betragen. Die Francis-Turbinen mit vertikaler Achse sind auf einen normalen Durchfluss von 304 m³/s ausgelegt; der maximale Durchfluss beträgt 349 m³/s.
Das Einzugsgebiet ist 29.800 km² groß und erzeugt einen mittleren Abfluss von 544 m³/s (gemittelt in den Jahren 1931 bis 1975).